# Barnabás von Géczy
Barnabás von Géczy (né le 4 mars 1897 à Budapest et mort le 2 juillet 1971 à Munich) est un violoniste et chef d'orchestre d'origine hongroise et l'un des chefs de divertissements les plus connus des années 1920 et 1930 en Allemagne.

## Biographie

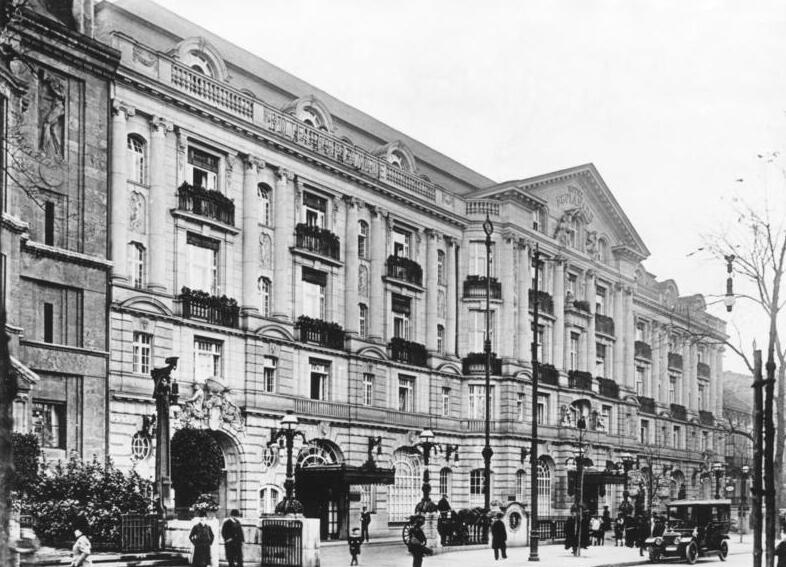
Grand Hôtel Esplanade (Berlin) vers 1910.

Né dans une famille de musiciens, Géczy prend ses premières leçons de violon d'un Prímás (nom hongrois du soliste d'un ensemble gitan) à Budapest. Puis il étudie à l'Académie de Musique de Budapest avec Jenő Hubay. En 1919, il est premier violon de l'Opéra de Budapest. Géczy quitte la Hongrie pendant l'été 1922, en raison des difficultés économiques. Il obtient un poste de violoniste à Trondheim en Norvège par une simple annonce dans le journal, comptant sur son seul talent. En raison d'une dispute avec de chef, Géczy fonde son propre trio avec le pianiste Eric Kaschubek, qui reste fidèle aux orchestres de Géczy plus tard. C'est à Trondheim que Géczy rencontre sa femme.

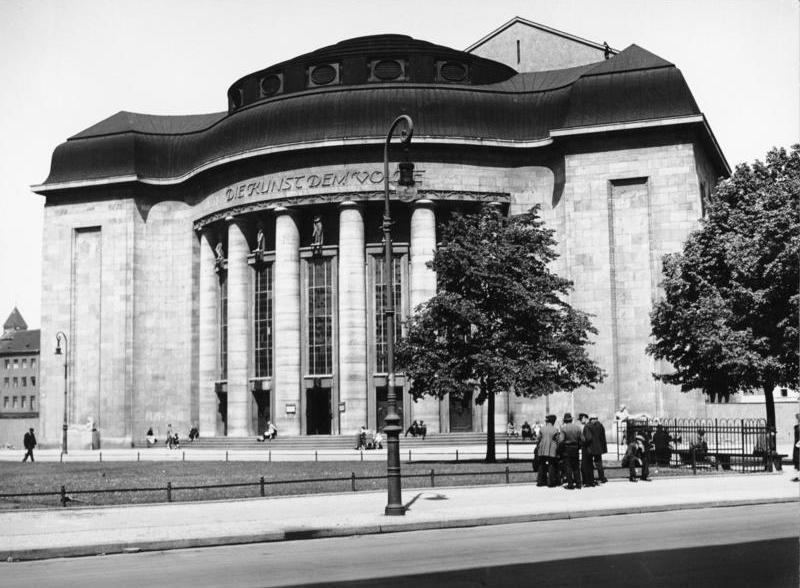
Le Volksbühne de Berlin en 1930.

Géczy reçoit des invitations de l'Opéra de Stockholm et de l'Orchestre de Philadelphie (dirigé alors par Leopold Stokowski), mais un poste plus lucratif à la Berliner Weinhaus Traube (Leipziger Straße) le décide à s'installer dans la capitale Allemande, dès 1924.
De 1925 à 1937, l'orchestre de Barnabás von Géczy est résident au Grand Hôtel Esplanade. L'ensemble enregistre de nombreux disques. En 1932 Géczy remporte le concours violon bleu (Blaue Geige) du journal 8-Uhr-Abendblatt, Michael Schugalté ayant terminé second. Pendant la saison 1933–1934, l'ensemble de Géczys joue pour les matinées-cabaret au Volksbühne Berlin. En 1938, il est nommé professeur et exerce à l'Académie de Musique de Berlin. Avec son orchestre, Barnabás de Géczy joue à la radio et notamment en 1942 apparaît avec les titres Wenn der Tag zu Ende geht et Ein Melodienreigen für Front und Heimat. En février 1944, Géczy avec le pianiste Willi Stech (de) (succède à Georg Haentzschel et Franz Grothe), à la tête d'un orchestre allemand de danse et de divertissement, à la radio de Prague. C'est là que sont effectués ses derniers enregistrements avec l'orchestre, au début d'avril 1945.
Réputé pour être l'un des meilleurs orchestre allemand et l'orchestre de bal du Reich, Géczy est considéré comme un opportuniste mais n'a jamais adhéré au parti nazi.
Après la guerre, Barnabás von Géczy est interdit de jouer pendant quelques années. Il attend son procès dans une ferme en Haute-Bavière, à Feldkirchen. Puis il s'installe à Munich, où en 1952, il forme un nouvel ensemble, en résidence au Café Luitpold (de).

## Interprète
Géczy était un violoniste virtuose devenant le « Paganini des thés (de) de cinq heures ». Dans ses arrangements et par son orchestre de salon, il installe les cordes au premier plan, bien plus que les autres chef d'orchestre. Il enregistre un total de 700 pièces pour divers labels à Berlin, principalement pour Homocord, Parlophone, Telefunken et Electrola (de). Avec son ensemble de Munich, il apparaît sous étiquette Polydor.
Lorsque Barnabás von Géczy n'était pas en tournée, il exerçait sept heures par jour.
Géczy et son orchestre ont participé aux films Die - oder keine (1932) et One Like You (1933). Il a également pris part dans le film Schlagerparade (1953). Dans le générique de Die - oder keine, il est également considéré comme un artiste. La pièce la plus réussie, Puszta Fox (enregistrée en septembre 1935), s'est vendu à environ 10 millions d'exemplaires.
Selon Pierre-Marcel Ondher, Géczy est le premier à employer un indicatif en début et à la fin de ses émissions radiophoniques.

## Titres célèbres
- Reviens [Hessmarsch]
- Puszta-fox
- Komm mit nach Madeira

Classique
- An Der Schönen Blauen Donau
- Pot-pourri d'après Die lustige Witwe

## Discographie
- Barnabás von Géczy, Le Grand Séducteur - 24 succès enregistrés entre 1933 et 1941 (collection "Le Joyaux de la musique de divertissement" ILD Music 642157)[4]
- Barnabás von Géczy, Die Grossen Deutschen Tanz Orchester, Vol. 2 (1929–1952, Membran Music 223179)

## Liens contextuels
- Musique légère

## Source
- (de) Cet article est partiellement ou en totalité issu de l’article de Wikipédia en allemand intitulé « Barnabás von Géczy » (voir la liste des auteurs).